# Schloss Seeheim (Bergstraße)

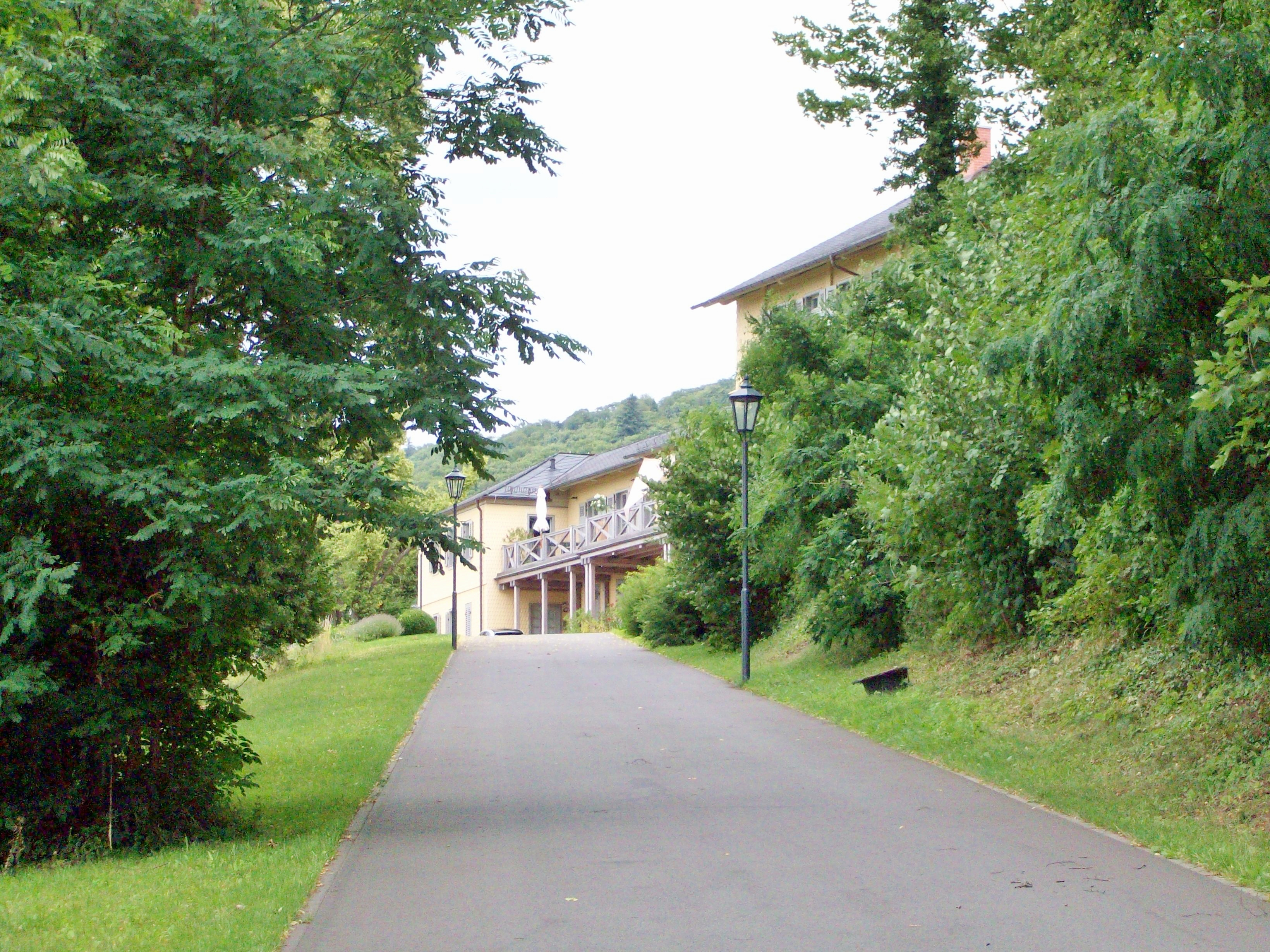
Auffahrt zum Seeheimer Schloss

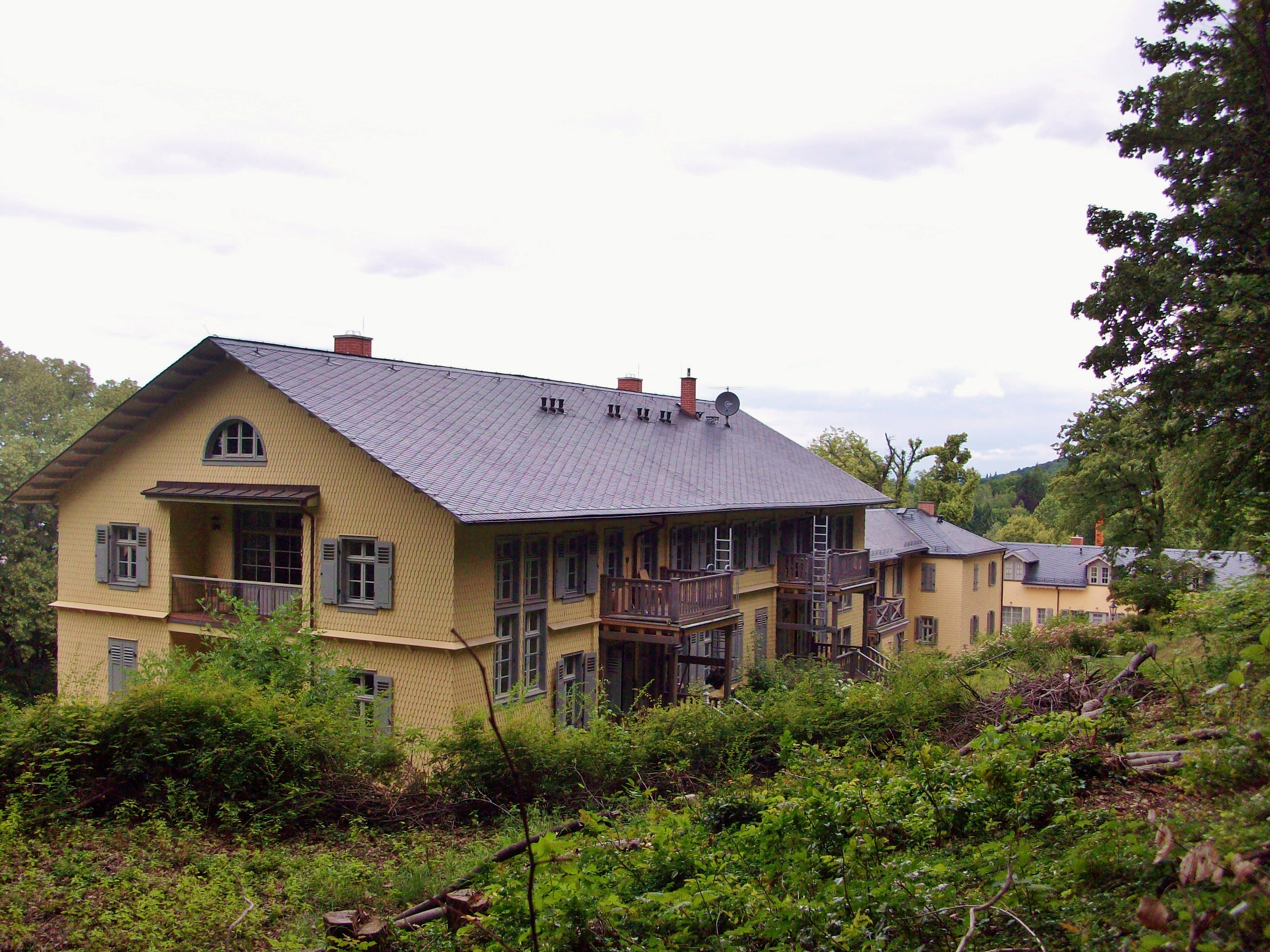
Das Seeheimer Schloss bergseitig

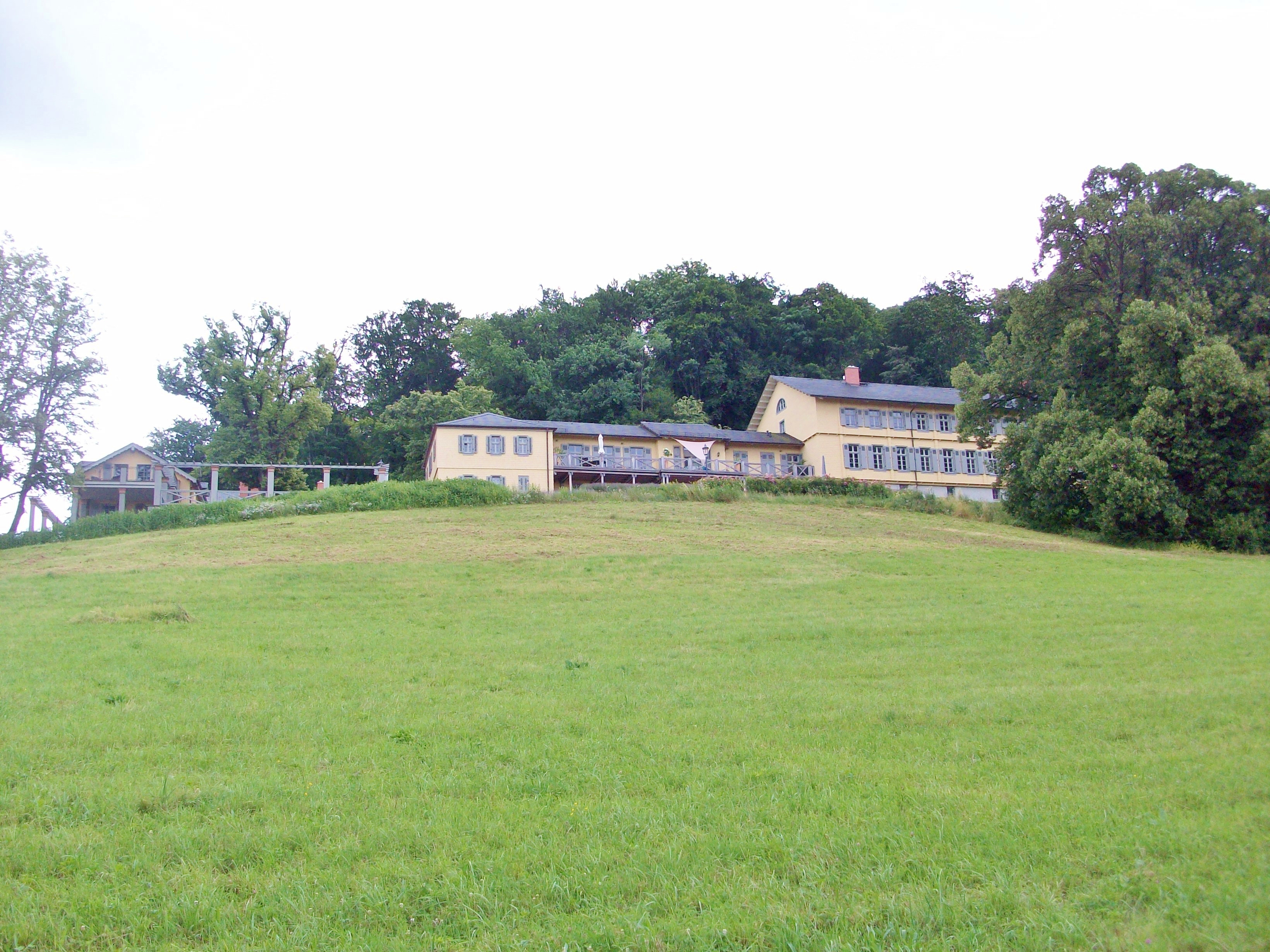
Ansicht von der Parkseite auf das Schloss

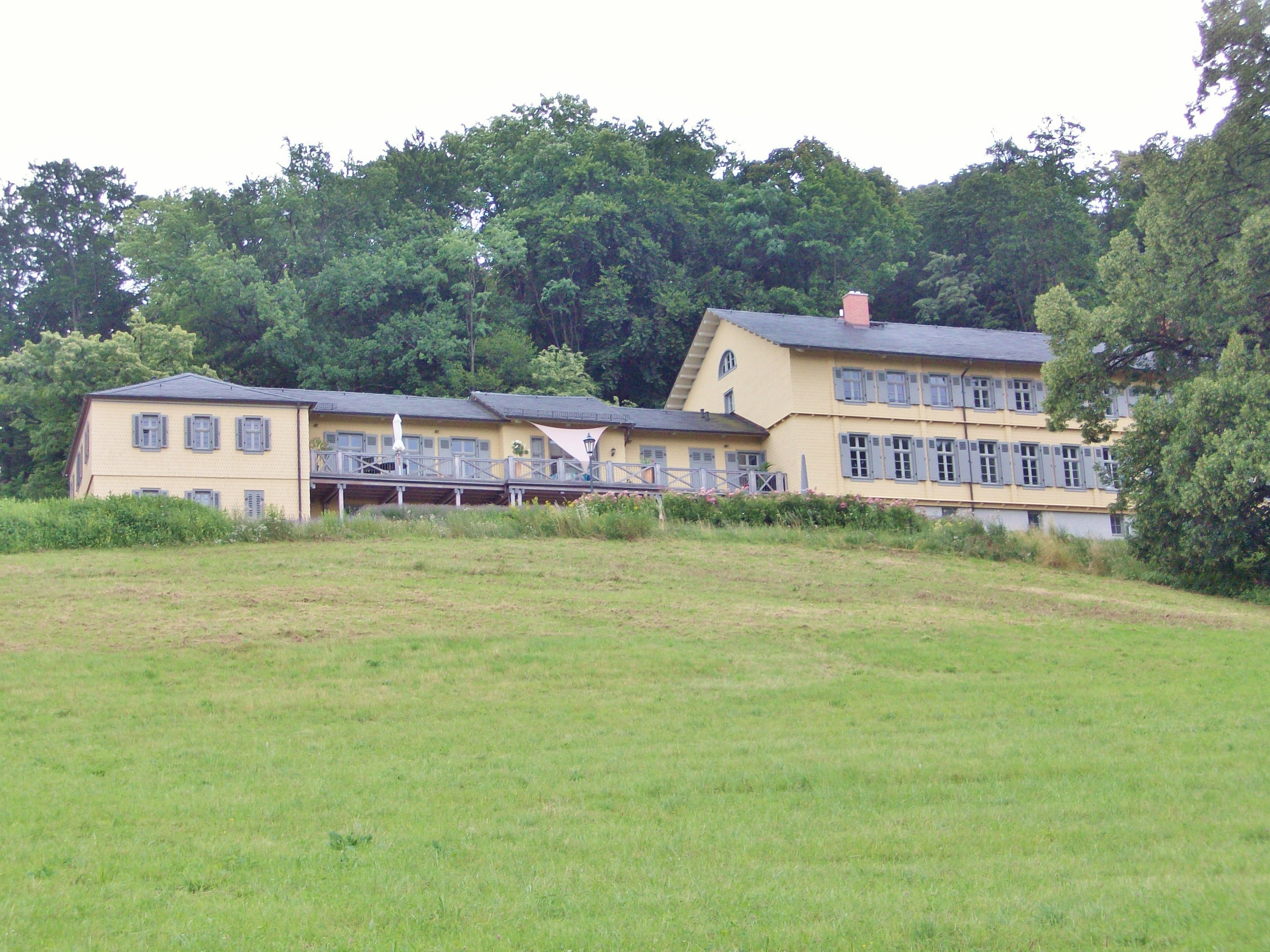
Nahaufnahme des Haupthauses des Seeheimer Schlosses

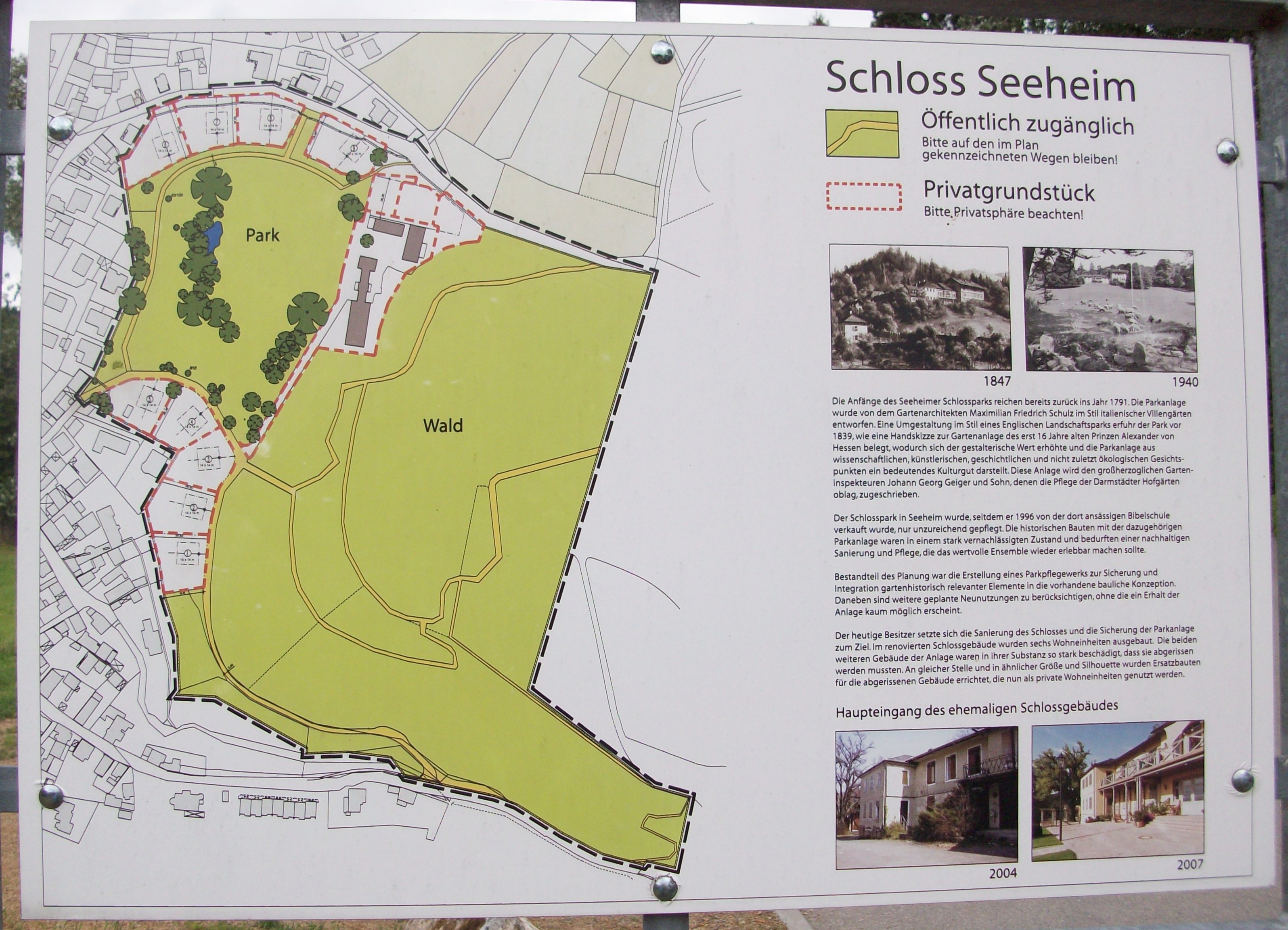
Infotafel am Westeingang des Parkes

Das Schloss Seeheim oder Seeheimer Schloss ist ein ehemals großherzogliches Schloss im hessischen Seeheim-Jugenheim im Landkreis Darmstadt-Dieburg.

## Lage
Das Seeheimer Schloss liegt am Nordrand eines ausgedehnten Anwesens. Östlich bis in den Wald der ersten Odenwaldhöhen, südlich in steiler Hanglage auf der Bruchkante des Oberrheinischen Grabens bis in den Ort Seeheim. Westlich in Richtung Seeheimer Bergstraße erstreckt sich der Landschaftspark.

## Geschichte
Im Jahr 1808 erwarb Ludwig I., Großherzog von Hessen und bei Rhein, das Hofgut seines Seeheimer Amtmannes Johann Ludwig Pistor (* 12. Februar 1758 Gießen; † 22. Februar 1816 Seeheim) einschließlich eines weitläufigen Rokokogartens am Westhang des Odenwaldes auf einer Anhöhe nahe Seeheim. In den folgenden Jahren wurde der Garten zu einem englischen Landschaftsgarten umgeformt, dessen Größe, Form und Gestalt weitgehend erhalten ist. Anfang der 1830er Jahre baute der Thronfolger Ludwig II. das Hofgut zu einem Landsitz aus, um der aus dem Osten drohenden Choleraepidemie zu entgehen.
Der Landsitz wurde von den Großherzögen und ihren Familien bis etwa zur Wende zum 20. Jahrhundert mehr oder weniger häufig genutzt. Nach dem Ersten Weltkrieg wurden die Bergstraße und Seeheim zu einem beliebten Ferienziel für Gäste aus Deutschland und aus dem europäischen Ausland. In den 1920er Jahren bis zu seinem Tod 1941 bewohnte der Architekt und Schriftsteller Karl Döhring mit seiner zweiten Frau Hedwig Maria Wagner das ehemals großherzogliche Schloss mit fürstlicher Einrichtung. Im Jahr 1958 kaufte die Bibelschule Bergstraße, eine Tochterinstitution der amerikanischen Greater Europe Mission, das Anwesen. Hier studierten mehrere hundert Menschen, bis 1990 die Bibelschule im Schwarzwald einen neuen Standort fand. 1996 wurden Park und Schloss verkauft. Knapp acht Jahre ohne Pflege hinterließen tiefe Spuren an Schloss und Park. Anfang des 21. Jahrhunderts einigten sich die maßgeblichen politischen inner- und außerörtlichen Gremien und die Denkmalschutzbehörden mit einem Investor auf eine geänderte Nutzung unter der Bedingung einer weitgehend originalen Wiederherstellung des Schlossensembles, das jetzt von einer Eigentümergemeinschaft bewohnt wird. Die Sanierung erfolgte zwischen 2004 und 2007. Bei der umfassenden Renovierung wurden sechs Wohneinheiten geschaffen. Weitere Gebäude des Schlossensembles waren nicht zu retten. An ihrer Stelle wurden in Silhouette und Größe angepasste Ersatzbauten geschaffen, die sich ins Schlossgefüge einpassen. Seitdem ist das Schloss in Privatbesitz, der Park frei zugänglich.

## Aussehen
Das Gebäudeensemble besteht aus dem alten Wohnhaus des Hofgutes (Parterre Feldsteine, Obergeschoss Fachwerk, mit Risalit), einem angebauten Mittelteil mit Repräsentationsräumen und einem in seiner Konstruktion außergewöhnlichen, langen Wohntrakt (Parterre Feldsteine, Obergeschoss in Holzbauweise mit senkrechten Nadelholz-Baumstämmen (ca. 20 × 20 cm) und ebensolchen waagerechten Holzdecken). Außerdem gehören dazu Nebengebäude und zwei Wachhäuser, letztere in der gleichen Bauweise wie der Wohntrakt.

### Schlosspark
Die Anfänge des Schlossparks werden um 1791 datiert, als die Parkanlage im Stil italienischer Villengärten vom Gartenarchitekten Maximilian Friedrich Schulz entworfen wurde. Vor 1839 wurde der Park in einen Englischen Landschaftspark umgestaltet, vermutlich auf Anregung von Prinz Alexander von Hessen-Darmstadt. Es wird angenommen, dass der damalige Hessen-Darmstädtische Hofgärtner Johann Georg Geiger und sein Sohn die Neugestaltung der Anlage umsetzten.
Im Osten ist der Park vor dem Waldübergang als Lustgarten am Berghang mit mehrstufigen verschlungenen Wandelwegen, Pleasureground, Ruheplätzen, Grotte, Brünnchen, Teehäuschen, Sichtachsen nach Seeheim und in die Rheinebene, einer Lindenallee (als Überbleibsel des Pistorschen Rokokogartens) und Resten einer Gartenanlage, angelegt. Im Westen trifft man auf einem ebenen Rundweg mit Blickachsen zum Schloss auf bedeutende Baumgruppen, Wiesen und einen zentral gelegenen kleinen Teich. Der gesamte Park kann im Westteil auf einem Rundweg und im Ostteil durchwandert werden.

## Heutige Nutzung
Das Schloss ist heute in Privatbesitz und kann nicht besichtigt werden. Der Park ist ebenfalls in privatem Besitz, jedoch frei zugänglich. Auf den Eingangsschildern ist die Situation erläutert. Der vor dem Schloss liegende Parkteil ist neu gestaltet und leicht zugänglich. Der nach Süden gelegene Parkteil am Berghang ist stark verwildert, dessen steile Wege sind aber begehbar.